# بيت البوصي (السدة)

تعديل مصدري - تعديل

بيت البوصي محلة تابعة لقرية الجدني، التابعة لعزلة الاعماس بمديرية السدة إحدى مديريات محافظة إب في الجمهورية اليمنية.، بلغ تعداد سكانها 22 حسب تعداد اليمن لعام 2004.